# Christopher Sims
Christopher Albert Sims (Washington, 21 ottobre 1942) è un economista statunitense insignito del Premio Nobel per l'economia nel 2011.

## Biografia
Sims è attualmente l'Harold B. Helms Professor of Economics and Banking presso l'Università di Princeton.
Sims ha conseguito il dottorato di ricerca in Economia nel 1968  presso la Harvard University. Ha ricoperto incarichi di insegnamento alla Harvard University, University of Minnesota, Yale University e, dal 1999, alla Princeton University. Sims è membro del National Academy of Sciences dal 1989 e dell'American Academy of Arts and Sciences dal 1988. Nel 1995 è stato presidente dell'Econometric Society. Nel 2011 è presidente in pectore dell American Economic Association per poi divenirne presidente effettivo nel 2012.
Sims ha pubblicato numerosi importanti documenti nel suo campo di ricerca: econometria, macroeconomia e politica economica. Tra le altre cose è stato uno dei maggiori promotori dell'uso del modello autoregressivo vettoriale nella macroeconomia empirica.
Ha, inoltre, contribuito allo sviluppo della teoria fiscale del livello dei prezzi e della teoria della disattenzione razionale.
Il 10 ottobre 2011 gli è stato assegnato il premio Nobel per l'economia assieme a Thomas J. Sargent, della New York University, per "la loro ricerca empirica su cause ed effetti nella macroeconomia".

## Pubblicazioni
- Small econometric models of the U.S. and West Germany without prior restrictions, Minneapolis, Center for Economic Research, Department of Economics, University of Minnesota, 1978.
- Martingale-Like Behavior of Prices, Cambridge, Mass., National Bureau of Economic Research, 1980.
- Bayesian skepticism on unit root econometrics, Minneapolis, Institute for Empirical Macroeconomics, Federal Reserve Bank of Minneapolis, 1988.
- A nine variable probabilistic macroeconomic forecasting model, Minneapolis, Institute for Empirical Macroeconomics, Federal Reserve Bank of Minneapolis, 1989.
- Models and their uses, Minneapolis, Institute for Empirical Macroeconomics, Federal Reserve Bank of Minneapolis, 1989.
- Rational expectations modeling with seasonally adjusted data, Minneapolis, Institute for Empirical Macroeconomics, Federal Reserve Bank of Minneapolis, 1990.
- Advances in econometrics : 6º world congress, (a cura di), Cambridge, England, Cambridge University Press, 1994.

### Articoli su riviste
- Christopher Sims, Macroeconomics and reality (PDF), in Econometrica, vol. 48, n. 1, gennaio 1980  [1977 (Working paper)],  pp. 1–48, JSTOR 1912017.